# Rain Parade
I Rain Parade sono un gruppo musicale neo-psichedelico importante nel contesto del movimento musicale noto come Paisley underground sviluppatosi a Los Angeles negli anni ottanta.
Si formarono nel 1981 come Sidewalks composti da Matt Piucci (cantante) e David Roback (chitarra) a cui si aggiunsero il fratello di David, Steven Roback (basso), Eddie Kalwa (batteria) e Will Glenn (tastiere, violino). I fratelli Roback avevano suonato con Susanna Hoffs in precedenza con un gruppo minore: The Unconscious with Neighbor.
Pubblicarono il primo singolo nel 1982 per la propria etichetta Llama. L'anno successivo firmarono per l'Enigma che pubblicò il loro album d'esordio Emergency Third Rail Power Trip, subito dopo David Roback lascia il gruppo per formare gli Opal e viene sostituito da John Thoman. Il gruppo proseguì con il mini album Explosions in the Glass Palace del 1984, un live e con un terzo disco nel 1985 Crashing Dream per la Island, prima di sciogliersi temporaneamente nel 1986 a causa dell'uscita dal gruppo di Piucci che pubblica un album con Tim Lee (Gone Fishin') e che entrerà in seguito per un breve periodo nei Crazy Horse e poi definitivamente nel 1988, senza pubblicare il disco doppio che stavano preparando.
Alcuni componenti del gruppo formarono poi i Viva Saturn che pubblicheranno 2 album negli anni 90.
La loro produzione, tipica del genere, unisce il jingle-jangle in stile Byrds a elementi del sound acido-elettrico dei Velvet Underground e fantasie infantili lisergiche a lá Syd Barrett.

## Discografia

### Album in studio
- 1983 – Emergency Third Rail Power Trip
- 1984 – Explosions in the Glass Palace
- 1985 – Crashing Dream

### Album dal vivo
- 1985 – Beyond the Sunset (Live in Tokyo 1984)
- 2002 – Perfume River (Live in New York, Novembre 1984)

### Raccolte
- 1991 – Demolition
- 1992 – Emergency Third Rail Power Trip/Explosions in the Glass Palace

### Singoli ed EP
- 1982 – What She's Done to Your Mind
- 1985 – You Are My Friend